# Липняков, Валерий Николаевич
Вале́рий Никола́евич Липняко́в (22 февраля 1941 — 26 сентября 2015) — советский и российский дипломат. Чрезвычайный и полномочный посол (17 августа 1991).

## Биография
Окончил Московский государственный институт международных отношений (МГИМО) МИД СССР (1967). Владел суахили и английским языками. На дипломатической работе с 1967 года.
- В 1977—1980 годах — второй, затем первый секретарь Посольства СССР в Танзании.
- В 1984—1988 годах — советник-посланник Посольства СССР в Танзании.
- В 1988—1991 годах — первый заместитель начальника Управления стран Африки МИД СССР.
- С 17 августа 1991 по 2 июня 1997 года — чрезвычайный и полномочный посол СССР, затем Российской Федерации (переназначен 10 февраля 1992) в Сенегале и Гамбии по совместительству[2][3][4].
- С 9 июля 1999 по 28 февраля 2005 года — чрезвычайный и полномочный посол Российской Федерации в Эфиопии[5][6].

С 2005 года — на пенсии.

## Семья
Был женат, имел двоих сыновей — Николая и Павла.